# Erich Römer

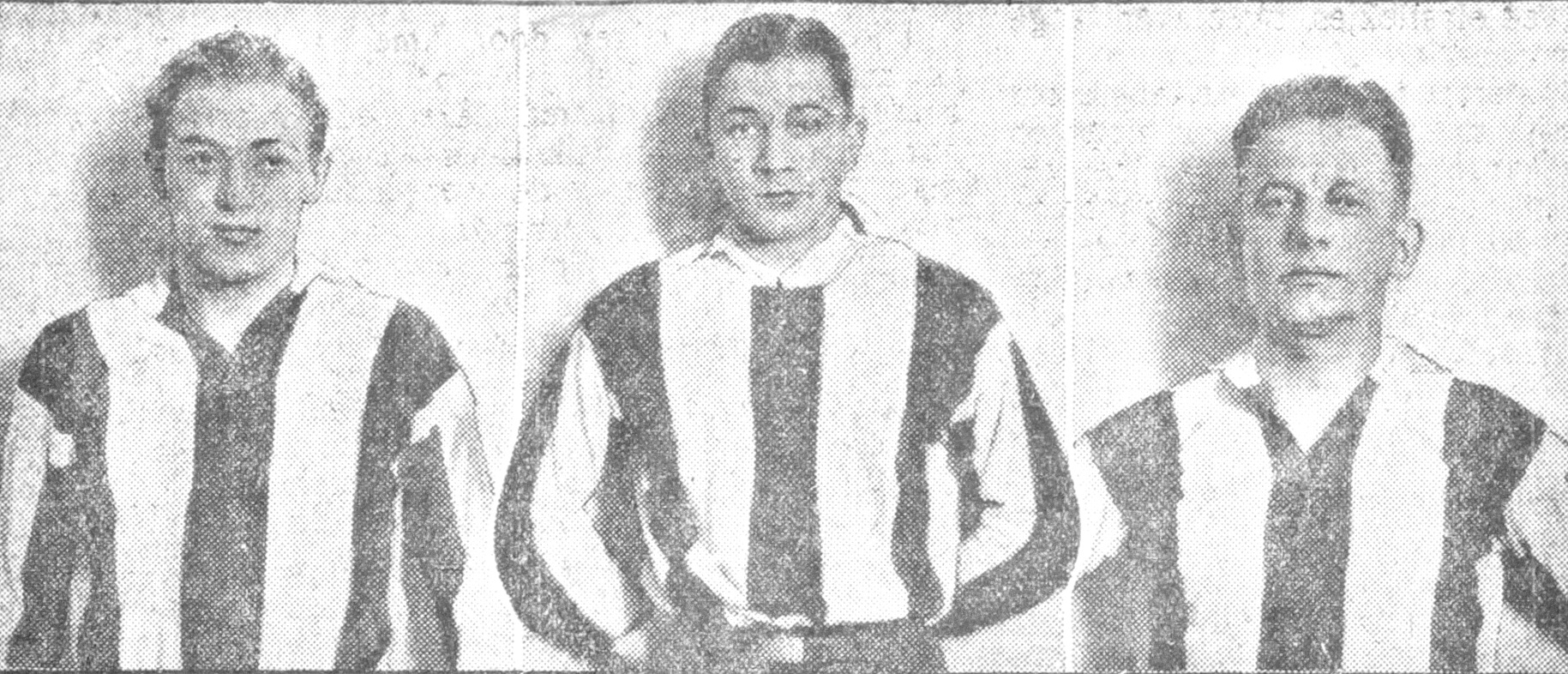
Erich Römer (rechts) neben Gustav Jaenecke und Rudi Ball (1932)

Erich Römer (* 2. Juni 1894 in Berlin; † 26. März 1987 ebenda) war ein deutscher Eishockeyspieler und -trainer, der während seiner gesamten Karriere für den Berliner Schlittschuhclub spielte und mit der deutschen Nationalmannschaft an einer Vielzahl von Turnieren teilnahm.

## Karriere
Erich Römer spielte während seiner gesamten Karriere als Eishockeyspieler beim Berliner Schlittschuhclub, mit dem er zwischen 1928 und 1937 insgesamt acht deutsche Meistertitel gewann. Zudem betreute er die Mannschaft des Vereins als Trainer.
Ab 1924 spielte er zudem für die deutsche Nationalmannschaft und fungierte als deren Außenkapitän, eine Art Spielertrainer. 1928 nahm er mit dem Nationalteam an den Olympischen Winterspielen teil und schied mit diesem nach der Vorrunde aus. Zwei Jahre später, bei der Europameisterschaft 1930, gewann er die Goldmedaille.
Bei den Olympischen Winterspielen 1932 gewann die deutsche Mannschaft die Bronzemedaille. Römer fungierte bis 1934 als Außenkapitän der Nationalmannschaft und absolvierte in dieser Zeit 47 Länderspiele, in denen er sechs Tore erzielte.
1988 wurde er in die Deutsche Hockey Hall of Fame aufgenommen.

## Erfolge und Auszeichnungen
- Achtfacher Deutscher Meister: 1928, 1929, 1930, 1931, 1932, 1933, 1936 und 1937
- Silbermedaille bei der Weltmeisterschaft 1930
- Goldmedaille bei der Europameisterschaft 1930 und 1934
- Bronzemedaille bei den Olympischen Winterspielen 1932
- Bronzemedaille bei der Weltmeisterschaft 1934
- Aufnahme in die Deutsche Hockey Hall of Fame 1988